# Pliensbachiense
| Era Eratema | Periodo Sistema | Época Serie         | Edad Piso                      | Inicio, en millones de años |
| ----------- | --------------- | ------------------- | ------------------------------ | --------------------------- |
| Mesozoico   | Cretácico       | Cretácico           | Cretácico                      | 143,1                       |
| Mesozoico   | Jurásico        | Superior / Tardío   | Titoniense Titoniano           | 149,2±0,7                   |
| Mesozoico   | Jurásico        | Superior / Tardío   | Kimmeridgiense Kimmeridgiano   | 154,8±0,8                   |
| Mesozoico   | Jurásico        | Superior / Tardío   | Oxfordiense Oxfordiano         | 161,5±1,0                   |
| Mesozoico   | Jurásico        | Medio               | Calloviense Calloviano         | 165,3±1,1                   |
| Mesozoico   | Jurásico        | Medio               | Bathoniense Bathoniano         | 168,2±1,2                   |
| Mesozoico   | Jurásico        | Medio               | Bajociense Bajociano           | 170,9±0,8                   |
| Mesozoico   | Jurásico        | Medio               | Aaleniense Aaleniano           | 174,7±0,8                   |
| Mesozoico   | Jurásico        | Inferior / Temprano | Toarciense Toarciano           | 184,2±0,3                   |
| Mesozoico   | Jurásico        | Inferior / Temprano | Pliensbachiense Pliensbachiano | 192,9±0,3                   |
| Mesozoico   | Jurásico        | Inferior / Temprano | Sinemuriense Sinemuriano       | 199,3±0,3                   |
| Mesozoico   | Jurásico        | Inferior / Temprano | Hettangiense Hettangiano       | 201,4±0,2                   |
| Mesozoico   | Triásico        | Triásico            | Triásico                       | 251,902±0,024               |

El Pliensbachiense o Pliensbachiano es el tercer piso y edad del Jurásico Inferior/Temprano en la escala temporal geológica. Sucede al Sinemuriense y precede al Toarciense. Se inició hace unos 192,9 millones de años y terminó hace unos 184,2 millones de años.
El Pliensbachiense se introdujo en la literatura científica por el geólogo y paleontólogo alemán Albert Oppel en 1858. El nombre deriva de la población de Pliensbach, en el municipio de Zell unter Aichelberg en el Jura de Suabia, a unos 30 km al este de Stuttgart (Alemania).

## Sección estratotipo y punto de límite global (GSSP)
La sección estratotipo y punto de límite global (GSSP) para la base del Pliensbachiense se encuentra en Wine Haven, en la bahía de Robin Hood, en el municipio de Scarborough (Yorkshire, Reino Unido). Se caracteriza por la asociación de los amonites Bifericeras donovani y Apoderoceras sp. El piso y el GSSP fueron aprobados por la Comisión Internacional de Estratigrafía en 2004 y ratificados por la Unión Internacional de Ciencias Geológicas en marzo de 2005.
El techo del Pliensbachiense se define por el GSSP de la base del Toarciense, que se caracteriza por la primera aparición conjunta de los amonites Dactylioceras (Eodactylites) simplex, D. (E.) pseudocommune y D. (E.) polymorphum.

## Fauna del Pliensbachiense

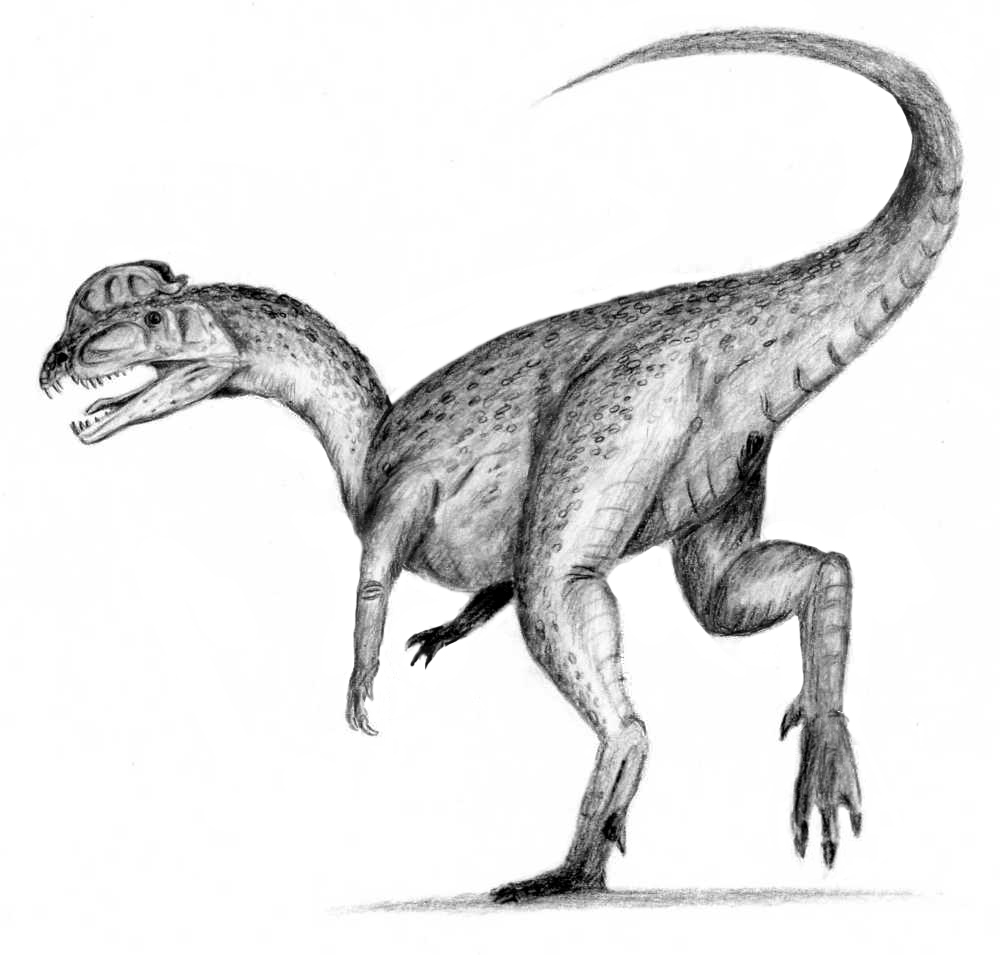
Dilophosaurus.
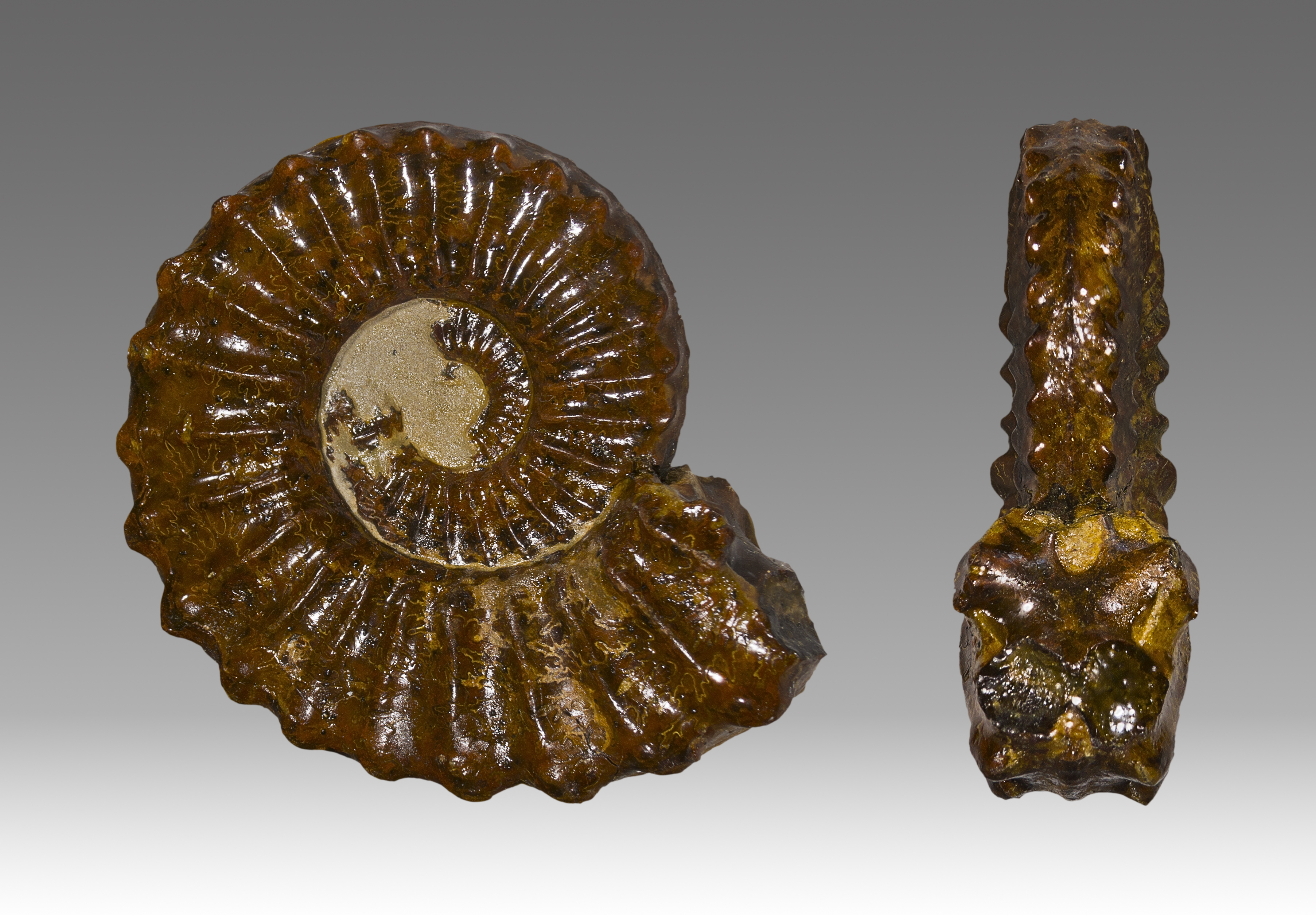
Pleuroceras spinatum
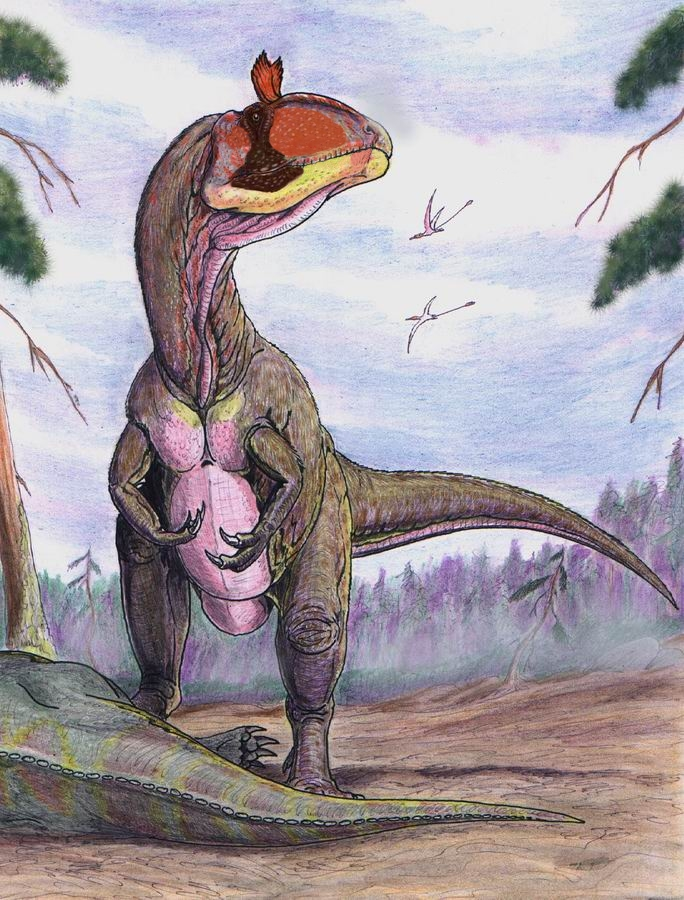
Cryolophosaurus